# Alchemilla diglossa
Alchemilla diglossa é uma espécie de rosácea do gênero Alchemilla, pertencente à família Rosaceae.